# Rita Levi-Montalcini
Rita Levi-Montalcini (Turín, 22 de abril de 1909-Roma, 30 de diciembre de 2012) fue una neuróloga italiana. Descubrió el primer factor de crecimiento conocido en el sistema nervioso, investigación por la que obtuvo el Premio Nobel de Fisiología o Medicina en 1986, compartido con Stanley Cohen. Sus hallazgos han sido fundamentales para la comprensión de los mecanismos de control que regulan el crecimiento de las células.

## Adolescencia y juventud
Nació en Turín el 22 de abril de 1909, la más joven de cuatro hermanos junto con su hermana gemela Paola (que sobresaldría como artista). Su padre, Adamo Levi, era ingeniero eléctrico con buenas dotes para las matemáticas, y su madre, Adele Montalcini, pintora.
El hermano varón, Gino, estudió arquitectura (y llegó a ser muy respetado en su profesión). Sin embargo, Adamo Levi, de mentalidad tradicional, no veía con buenos ojos que las mujeres se volcaran en una carrera profesional que pudiera apartarlas de sus deberes como madre y esposa. La hermana mayor Anna le contagió a Rita su afición por la escritora sueca Selma Lagerlöf, hasta el punto de querer dedicarse a escribir. Pero cuando Rita tenía 19 años, murió de cáncer su antigua niñera y amiga de la familia Giovanna, y ese hecho contribuyó, junto con su espíritu independiente, a la decisión de estudiar medicina.  Consiguió finalmente contar con el apoyo de su padre. Tuvo que examinarse por libre de latín, griego y matemáticas para  obtener el título que le daba acceso a la Universidad, y se matriculó en la Facultad de Medicina de la Universidad de Turín.
Allí hizo amistad con dos compañeros suyos, Salvador Luria y Renato Dulbecco, que recibirían el premio Nobel en fisiología o medicina algunos años antes que ella. Los tres fueron alumnos del célebre histólogo Giuseppe Levi (sin parentesco con ella), quien ejerció sobre ellos una gran influencia, principalmente al transmitirles el rigor con el que se deben abordar las cuestiones científicas. Rita se licenció en 1936 e inició los estudios de especialidad en neurología y psiquiatría. En aquel momento, aún no sabía si iba a ejercer como médico o se iba a dedicar a la investigación. En cualquier caso, se quedó en la Universidad como asistente de Giuseppe Levi. Pero los hechos se precipitaron.

## Dificultades durante el régimen de Mussolini
En 1937, su carrera científica estuvo a punto de colapsar. Rita procedía, por la rama paterna, de una familia judía sefardí cuyas raíces estaban documentadas hasta el Imperio Romano. Se encontraba, pues, en la mirilla de «Il manifesto della Razza» de Mussolini, y de las consiguientes leyes que negaban a los judíos, entre otras cosas, el acceso a puestos de investigación. Ese mismo año se trasladó a Bélgica y trabajó como investigadora invitada en un instituto neurobiológico de Bruselas.
En 1940, ante la inminencia de la invasión de Bélgica por los alemanes, regresó a Turín con su familia. En su dormitorio instaló un pequeño laboratorio. Un artículo de Viktor Hamburger sobre los efectos de la extirpación de miembros en embriones de pollo le había servido de inspiración para estudiar el crecimiento de las fibras nerviosas en estos animales.                                         
En septiembre de 1943 tuvo que huir de nuevo. En un pueblo al sur de Florencia ella y su familia sobrevivieron hasta el final de la guerra, con ayuda de amigos no judíos. El trabajo que desarrolló en estas condiciones tan precarias, sobre sustancias que hoy se conocen como factores neurotróficos, fue la base de gran parte de su investigación posterior.

## Carrera académica tras la Segunda Guerra Mundial
Finalizada la guerra, volvió a Turín y a su trabajo en la Universidad. En 1947, Viktor Hamburger le ofreció un puesto de investigadora asociada en la Universidad de Washington en St. Louis, puesto que ella aceptó y en el que se mantuvo durante 30 años. Allí descubrió la proteína que liberan las células nerviosas y que atrae el crecimiento de las ramificaciones de las neuronas vecinas. En 1952 logró su resultado más relevante: aisló el «factor de crecimiento nervioso» (FCN, o NGF, de Neural Growth Factor), una sustancia liberada por el tumor que estimula el crecimiento de los nervios. En los , con otros puestos en Italia; puso en marcha y presidió varios laboratorios y centros de investigación en Roma.
En los años 1990, fue uno de los primeros investigadores que señalaron la importancia de los mastocitos para la patología humana. En esa misma década, identificó el compuesto endógeno palmitoiletanolamida como un importante modulador de estas células.
Su galardón más emblemático fue el premio Nobel de fisiología o medicina, con  el que fue condecorada en 1986, pero recibió muchos otros honores, tanto científicos como relacionados con valores humanos; unos honorarios, otros muchos debidos a sus méritos. También ejerció cargos políticos, siempre honoríficos: en 2001 fue nombrada senadora vitalicia por el presidente de la República Italiana Carlo Azeglio Ciampi.
El 22 de abril de 2009 se convirtió en la primera persona premiada con un Nobel que alcanzaba los 100 años de edad.

«A los cien años, tengo una mente que es superior a la que tenía a los 20, gracias a la experiencia.»

Un solo suceso enturbió, hasta cierto punto, su extraordinaria trayectoria como científica y persona volcada en objetivos humanitarios. El episodio está relacionado con la empresa farmacéutica italiana FIDIA, con la que Rita Levi-Montalcini colaboró contribuyendo a una mejor comprensión de los gangliósidos. En 1975, ella apoyó un fármaco de FIDIA  basado en estas sustancias, obtenido a partir de tejidos nerviosos bovinos, y que algunos años más tarde tuvo efectos secundarios graves en unos pacientes, hasta el punto de tenerse que retirar el medicamento. Se acusó al Ministro de Sanidad de haber aceptado sobornos de FIDIA a cambio de acelerar el proceso de autorización, se criticó a la investigadora por haber colaborado con la empresa y se llegó a poner en duda la limpieza de la decisión de otorgarle el premio Nobel.
Pero dicho episodio quedaba ya muy lejos el 30 de diciembre de 2012, día de su fallecimiento en Roma a los 103 años, ocasión en la que los medios de comunicación de todo el mundo pusieron el acento en sus trabajos científicos a la vez que sus aportaciones humanas, en particular sus esfuerzos por contribuir a la formación de las jóvenes.

«Tras siglos de letargo, ahora las mujeres jóvenes pueden dirigir la vista a un futuro moldeado por sus propias manos.»

## Personalidad y opiniones
«Parecía capaz de enfrentarse con la misma ecuanimidad a los rigores de la crueldad fascista que sufrió como persona de ascendencia judía; a los problemas de practicar la medicina clandestina en época de guerra; las dificultades que plantean los prejuicios y la discriminación hacia las mujeres; y los retos de quienes trabajan en la vanguardia de la ciencia, que pueden generar un sentimiento de soledad.»
Esquela en The Guardian.

Rita Levi-Montalcini siempre tuvo palabras de elogio para sus padres, subrayando que se crio en un ambiente familiar lleno de amor en el que se valoraba la cultura y se apreciaban los esfuerzos intelectuales. 
Durante la guerra, estuvo en contacto con partisanos del «Partido D'Azione». Se planteó alistarse con ellos y luchar en el frente, pero no quería poner en peligro a su familia. Contribuyó a la causa falsificando documentos, y ayudó como enfermera y médico voluntaria en el cuartel anglo americano al que traían a los refugiados.
La religión nunca supuso un problema para ella:

«Aún declarándome laica o mejor, agnóstica y librepensadora, envidio a quien tiene fe y me considero profundamente “creyente” si por religión se entiende creer en el bien y en el comportamiento ético: si no se persiguen estos principios, la vida no merece la pena ser vivida».

## Premios y honores
- 1968: fue la décima mujer elegida como miembro de la Academia Nacional de Ciencias de Estados Unidos.
- 1983:  recibió, junto a Stanley Cohen y a Viktor Hamburger, el premio Louisa Gross Horwitz en Biología y Bioquímica de la Universidad de Columbia
- 1986: Premio Nobel de Fisiología o Medicina, junto con Stanley Cohen.
- 1987: Medalla Nacional de la Ciencia, máximo reconocimiento de la comunidad científica estadounidense.
- 1999: nombrada Embajadora de Buena Voluntad de la FAO.[13]
- 2000: designada senadora vitalicia por el presidente de la república italiana Carlo Azeglio Ciampi.
- 2005:  inauguró en Roma la sede del Instituto Europeo de Neurociencia.[14]
- 2006: se le otorgó el doctorado honoris causa en ingeniería biomédica en el Politécnico de Turín, en su ciudad natal.
- 2008: recibió el grado de doctora honoris causa por la Universidad Complutense de Madrid.[15]
- 2011: fue investida doctora "honoris causa" por la Universidad McGill.

### Otros reconocimientos
En abril de 2016, se nombró a una orquídea en su honor: 'Ophrys × montalciniae', un híbrido entre Ophrys incubacea y Ophrys sphegodes.